# Darwinia grandiflora
Darwinia grandiflora är en myrtenväxtart som först beskrevs av George Bentham, och fick sitt nu gällande namn av Richard Thomas Baker och Henry George Smith. Darwinia grandiflora ingår i släktet Darwinia och familjen myrtenväxter.
Artens utbredningsområde är New South Wales. Inga underarter finns listade i Catalogue of Life.